# Byte (tijdschrift)
Byte (geschreven als BYTE) was een microcomputertijdschrift dat eind jaren zeventig en gedurende de jaren tachtig bijzonder invloedrijk was vanwege het breed scala aan behandelde onderwerpen.

## Geschiedenis

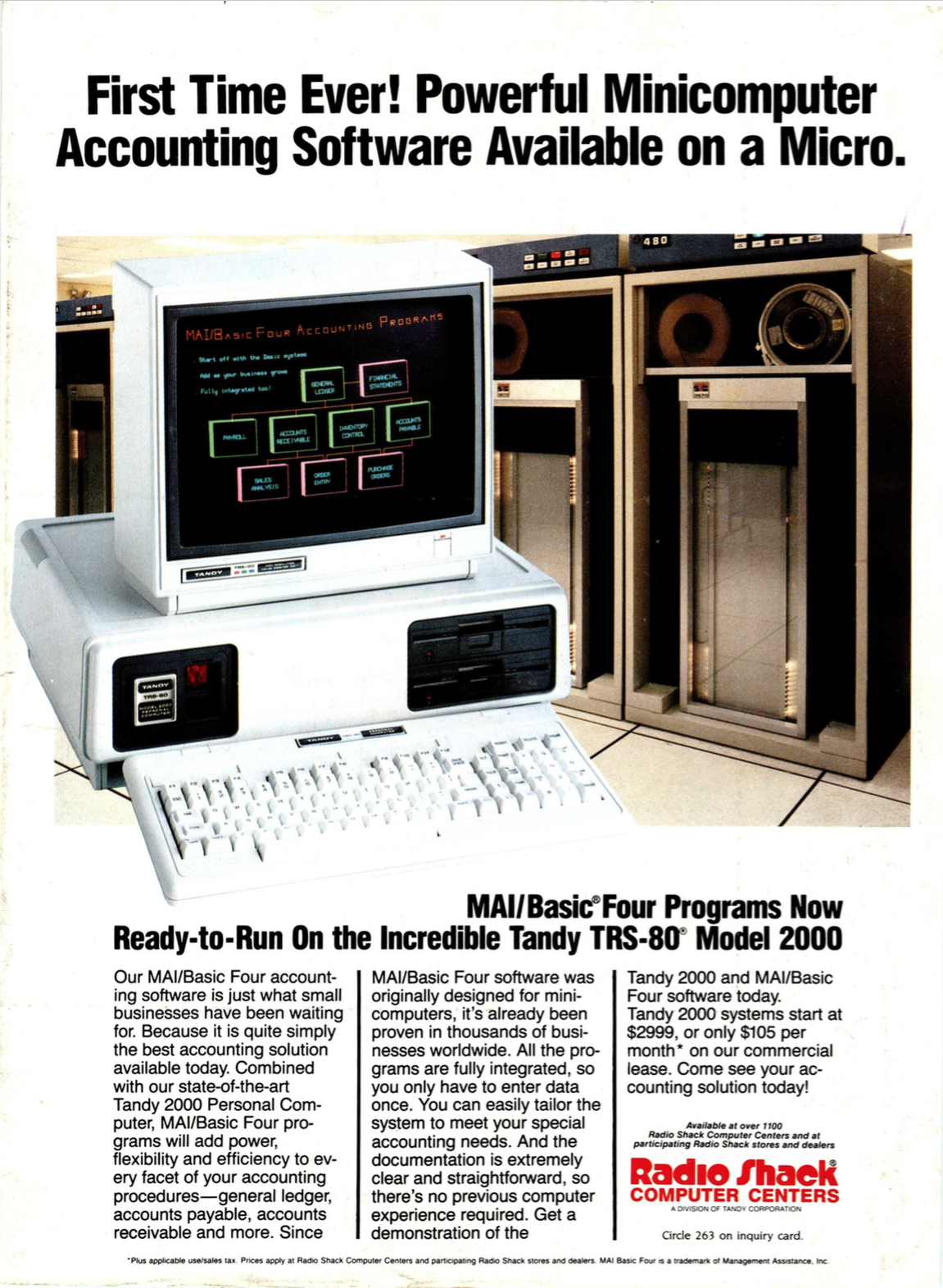
Advertentie in Byte (juli 1984) voor de Tandy 2000 (met 80186-CPU)

Byte verscheen in 1975 kort nadat de eerste personal computers op de markt kwamen als zelfbouwpakketten waarvoor reclame gemaakt werd in elektronicatijdschriften. Byte werd maandelijks gepubliceerd en bevatte diepgaande artikels met veel technische details over ontwikkelingen op het hele gebied van "kleine computers en software". Dit in tegenstelling tot veel andere tijdschriften die meer gebruikersgericht waren of die gewijd waren aan specifieke systemen.
Het bedrijf Byte Publishing werd in 1979 gekocht door McGraw-Hill. Byte, dat zichzelf "the small systems journal" noemde, had ondertussen een serieuze reputatie opgebouwd. Zo werd het tijdschrift bijvoorbeeld in 1981 door Xerox PARC geselecteerd om Smalltalk te introduceren.
Kort na de introductie van de IBM PC in 1981 schakelde Byte geleidelijk over van onderwerpen zoals doe-het-zelfprojecten op het vlak van elektronica en software naar productrecensies. De focus bleef op personal computers en homecomputers, maar de artikels gingen meer en meer over "wat het doet" en "hoe het werkt" en niet langer over "hoe het zelf te maken". Byte bouwde in de loop der jaren een uitgebreid testlab uit.
Van december 1975 tot en met september 1990 waren op de voorpagina van Byte vaak illustraties van Robert Tinney te zien, wat Byte visueel onderscheidde van andere tijdschriften. Bij nummers met omslagverhalen waarin belangrijke hardware werd geïntroduceerd, zoals de Apple Lisa, Apple Macintosh, IBM PC en Commodore Amiga werden wel productfoto's op de voorpagina gebruikt.
Er bestonden een twintigtal buitenlandse versies van Byte die onder licentie uitgegeven worden, waaronder in Duitsland, Japan (Nikkei BYTE), Brazilië en een Arabische versie in Jordanië.
Zoals veel generalistische tijdschriften leed Byte in de jaren negentig onder de teruglopende reclame-inkomsten. De uitgeverij van McGraw-Hill werd in mei 1998 verkocht aan CMP Media, een bedrijf dat gespecialiseerd was in het uitgeven van computertijdschriften. De nieuwe eigenaar ontsloeg onmiddellijk bijna iedereen in de tijdschriftenafdeling, waardoor het reeds voltooide juli-nummer de laatste publicatie werd. De bijbehorende website trok nog steeds zo'n 600.000 pageviews per maand, wat CMP Media ertoe aanzette het tijdschrift in 1999 opnieuw te lanceren in een puur online-formaat. Byte bleef als online publicatie bestaan tot 2009, maar had niet langer de diepgang van het gedrukte tijdschrift.
In 2011 werd de website weer nieuw leven ingeblazen onder het motto "consumer technology in business", maar in 2013 viel uiteindelijk definitief het doek.